# Dennenkogelspin
De dennenkogelspin (Theridion pinastri) is een spinnensoort uit de familie van de kogelspinnen (Theridiidae). De wetenschappelijke naam van de soort werd in 1872 gepubliceerd door Ludwig Carl Christian Koch.
De soort komt voor in een gebied dat reikt van Europa, via Turkije, de Kaukasus, China en Korea tot aan Japan.